# ムーラ語
ムーラ語（ムーラご、Mura language）はブラジルのアマゾンの言語である。方言の一つピダハン語で有名である。言語学的には膠着語であり、非常に少ない音素（英語が40に対しムーラ語が11）をもち、口笛音、声調をもつ。
19世紀には、30,000～60,000人のムーラ人がいたが、現在は8つの村で300人のピダハン人が存在するだけである。

## 方言
Barboza Rodrigues (1892)によればムーラ語には3つの方言がある。
- Bohuráまたは Buxwaray
- ピダハン語
- Yahahí

## 他言語との関係
Matanawí語やHuarpe語との系統関係が議論されている。

## 文献
- Campbell, Lyle. (1997). American Indian languages: The historical linguistics of Native America. New York: Oxford University Press. ISBN 0-19-509427-1.
- Kaufman, Terrence. (1994). The native languages of South America. In C. Mosley & R. E. Asher (Eds.), Atlas of the world's languages (pp. 46–76). London: Routledge.
- Curt Nimuendajú (1948): "The Mura" and "The Yahahi", in Handbook of South American Indians, Volume 3:The Tropical Forest Tribes, ed. Julian H. Steward, pp. 255–269.